# Fort Saganne
Fort Saganne è un film del 1984 diretto da Alain Corneau.
Il film è basato sul romanzo omonimo del 1980 scritto da Louis Gardel.